# ルポ (水雷艇)

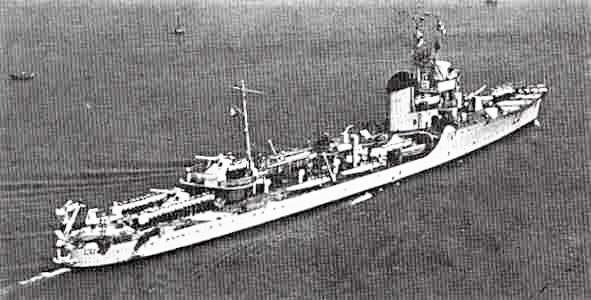
クレタ島の戦いの後のルポ（1941年6月）

ルポ (Lupo) は、イタリア海軍の水雷艇。スピカ級。
名称はイタリア語で『狼』を意味する。

## 艦歴
1936年12月7日起工。1937年11月7日進水。1938年2月28日就役。
1941年1月31日、エーゲ海でアレクサンドリアからスダ湾へ向かっていたタンカーDesmoulea（8120トン）を雷撃し大破させる。2月、イギリス軍がカステロリゾ島に侵攻（アブステンション作戦）すると、ルポは島への兵員輸送などを行った。1942年5月21日、クレタ島侵攻部隊を運ぶ船団護衛中イギリス海軍D部隊（軽巡洋艦ダイドー、オライオン、エイジャックス、駆逐艦4隻）と交戦し損傷。11月24日、水雷艇カシオペアとともに船団護衛中イギリス海軍K部隊（軽巡洋艦オーロラ、ペネロピ、駆逐艦ランス、ライヴリー）の攻撃を受け交戦。
1942年12月2日、水雷艇アルデンテ、アレテューサとともにトリポリへ向かう船団護衛中、船団の船2隻のうち1隻がアルバコア雷撃機により撃沈され、その生存者救助のためその場に残ったルポはイギリス海軍第14駆逐群（駆逐艦ジャーヴィス、ジャヴェリン、ヌビアン、ケルヴィン）の攻撃を受けて反撃もできずに撃沈された。乗員134人中29人がアルデンテに救助され、ジュゼッペ・フォリ艇長ら105人が戦死した。